# Les veus de la terra
Les veus de la terra és un poema dramàtic en quatre actes i en vers, original de Josep Maria de Sagarra, estrenat al teatre Romea de Barcelona, la vetlla del 10 d'octubre de 1923, dirigit pel dramaturg Josep Pous i Pagès.
Amb aquesta estrena s'inaugurava la temporada i obtingué un gran èxit.
Tomàs Garcés en va fer la crítica per al diari La Publicitat: «Josep Maria de Sagarra ha fet un drama d'alenada grega. Deu sembla absent del cor dels personatges. Al damunt d'ells mana, pobra divinitat, la terra[…]. Heus aquí dues pobres ànimes doloroses: Andreu i Francina. Andreu és l'espòs fidel, però rígid i barroer, que no ha sabut conquistar el cor de la seva companya. Francina un dia es deixa endur pel desvari i fui amb un malvat que l'abandona[…]. Josep Maria de Sagarra ha plantat en escena els seus personatges: els ha fet plorar de dolor, els ha fet vibrar de luxúria, els ha fet tremolar de còlera i de vergonya[…] On és la clariana de la felicitat?».

## Repartiment de l'estrena
- Francisca: Emília Baró.
- Margarideta: Roser Coscolla.
- Rosa: Empar Ferràndiz.
- Paula: Maria Morera.
- la Mestressa: Sra. Matas.
- una Dona: Sra. Casas.
- Andreu: Enric Guitart.
- Aleix: Joaquim Montero.
- Miquel: Bartomeu Grases.
- Silvestre: Antoni Strems.
- un Marxant: August Barbosa.
- Home primer: Delfí Biosca.
- Home segon: Francesc Ferràndiz.
- Home tercer: Sr. Alarma.